# حادثة قطع الرأس في مرشد أباد 2008
تشير حادثة قطع الرأس في مرشد أباد 2008 إلى قطع رأس شايلندرا براساد، وهو عامل هندوسي من ولاية بيهار لزواجه من فتاة مسلمة، منيرة بيبي، من ولاية البنغال الغربية، بناء على أوامر صدرت من محكمة شاليشي في مدينة مرشد أباد في 14 يوليو 2008. أثارت هذه الحادثة الغضب العام على الرغم من تعتيم بعض وسائل الإعلام الرئيسية على الحادثة كجزء من الصحافة المسؤولة. وقد ندمت منيرة بيبي، أرملة الضحية، في النهاية على زيارتها المنكوبة لمنزل أبويها حيث فقدت زوجها.

## الخلفية
شايلندرا براساد، هو مواطن من ولاية بيهار يعمل كعامل بناء في مدينة مومباي، حيث كانت منيرة تعمل كخادمة. وقد وقعا في الحب وتزوجا في عام 2006. ومنيرة هي من قرية أرثوذكسية، وقد غرمت محكمة شاليشي والدها الشيخ الأنصاري مبلغ مائتي روبية لإرسال ابنته للعمل في مومباي.

## المحاكمة والإعدام
زار الزوجان قرية لاكشمانبور مرة أخرى في يوليو 2008، ومعهما هذه المرة ابنهما البالغ من العمر عشرة أشهر. في المرة السابقة، اضطر شايلندرا لادعاء هوية شيخ مونا للهروب من غضب سكان القرية المتشددين. وقد لاحظ أبو زوجته، على الرغم من ذلك، أنه لم يؤد صلاة الجمعة ولم يرد على السلام تلقائيًا. وفي 14 يوليو، سمع الشيخ الأنصاري مصادفة تمتمة من شايلندرا خلال طقوس دينية، والتي كانت هبة مهجورة من دينه، وأبلغ شكوكه لشيوخ القرية في فترة ما بعد الظهر. وعقد شيوخ القرية في هذا المساء محكمة شاليشي بفناء مدرسة القرية الابتدائية. وفي المحكمة، تم تجريد شايلندرا من ثيابه بالقوة للتحقق من هويته الدينية، وعندما وُجد أنه غير مختون تعرض للضرب المبرح. وقد صرح اثنان وعشرون من الزعماء الدينيين والسياسيين لمحكمة شاليشي، مع الشيخ الأنصاري، أن شايلندرا مذنب بزواجه من فتاة مسلمة وحكموا عليه بالإعدام. وربطت يداه وقدماه. وتم تكميمه وأخذه إلى حقل جوت قريب، حيث قام أربعة من السيافين بقطع حلقه.
تم إعدام شايلندرا براساد في ليلة 14 يوليو، في حين اعتقدت زوجته منيرة بيبي أنه فر إلى مومباي. وقد أخفى والدها كل شيء عن والدتها وأخيها. وفي يوم 27 يوليو، عندما علمت منيرة من رجال القرية ما حدث لزوجها، رافقت والدتها وأخاها إلى مركز شرطة بيرهامبور لتقديم شكوى رسمية. وكانت الشرطة قد اكتشفت بالفعل جثة مقطوعة الرأس لرجل مجهول الهوية داخل كيس من الخيش في حقول الجوت منذ عشرة أيام في 17 يوليو. وقد داهمت الشرطة في 28 يوليو القرية وألقت القبض على ثلاثة أشخاص ممن ترأسوا محكمة شاليشي. وقد فر من القرية بقية رجال القرية الذين شاركوا في حادثة شاليشي والشيخ الأنصاري. في 1 أغسطس، داهمت قوة كبيرة من الشرطة بقيادة مشرف الشرطة الإضافي، ديباشيس بيج، قرية لاكشمانبور واعتقلت 26 قرويًا للاستجواب.
وعد وزير الداخلية، أشوك موهان تشاكرابارتي، باتخاذ الإجراءات الصارمة الممكنة ضد الجناة.

## جدل
أثار وزير الإصلاح في البنغال الغربية، الملا عبد الرازق، جدلاً بمدحه لدور محاكم شاليشي في حل مثل هذه المنازعات المتعلقة بالزواج بين الطبقات.